# Tana Gompa
| Tibetische Bezeichnung                                               |
| -------------------------------------------------------------------- |
| Tibetische Schrift: རྟ་རྣ་དགོན་པ་ རྟ་རྣ་སེང་གེའི་གནམ་རྫོང་                     |
| Wylie-Transliteration: rta rna dgon pa rta rna seng ge’i gnam rdzong |
| Offizielle Transkription der VRCh: Dana Goinba Dana Sênggê Namzong   |
| THDL-Transkription: Tana Gönpa Tana Senggé Namdzong                  |
| Andere Schreibweisen: Tana Sengge Nam Dzong                          |
| Chinesische Bezeichnung                                              |
| Vereinfacht: 达那寺                                                  |
| Pinyin:Dánà Sì                                                       |

Das Tana-Kloster im gebirgigen Südwesten des Grenzgebietes zum Autonomen Gebiet Tibet auf einer Höhe von 4200 m am südwestlichen Hangfuß des heiligen Berges Dana Ri (达那山) gilt als Familientempel König Gesars. Es gehört zur Yelpa-Kagyü (tib.: yel pa bka' brgyud)-Schule des tibetischen Buddhismus und gilt als einzigartiges Zeugnis der tibetisch-buddhistischen Klostergeschichte im Kreis Nangqên des Autonomen Bezirks Yushu der Tibeter in der nordwestchinesischen Provinz Qinghai.

## Anlage

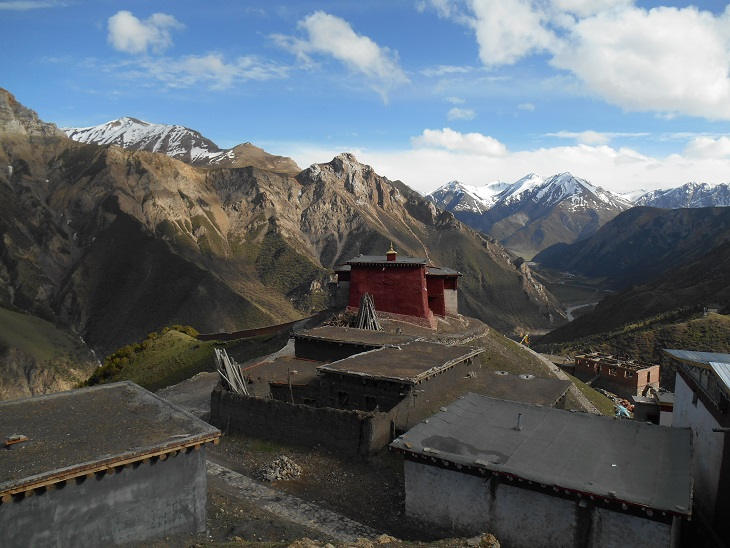
Tana-Kloster

Hoch über dem Kloster in einer Felsgrotte unterhalb des Gipfels stehen die Chörten der dreißig Generäle des Königs Gesar von Ling (Stupas). Sie sollen nach Aussagen von Experten der Chinesischen Akademie der Wissenschaften über 1.000 Jahre alt sein.

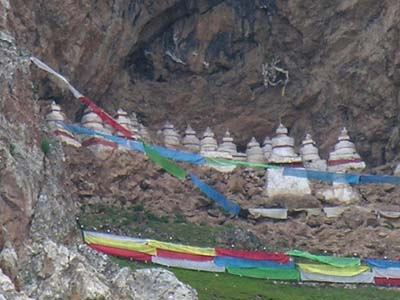
Chörten der dreißig Generäle des Königs Gesar von Ling

Chörten und Kloster stehen seit 2006 auf der Liste der Denkmäler der Volksrepublik China (6-805).

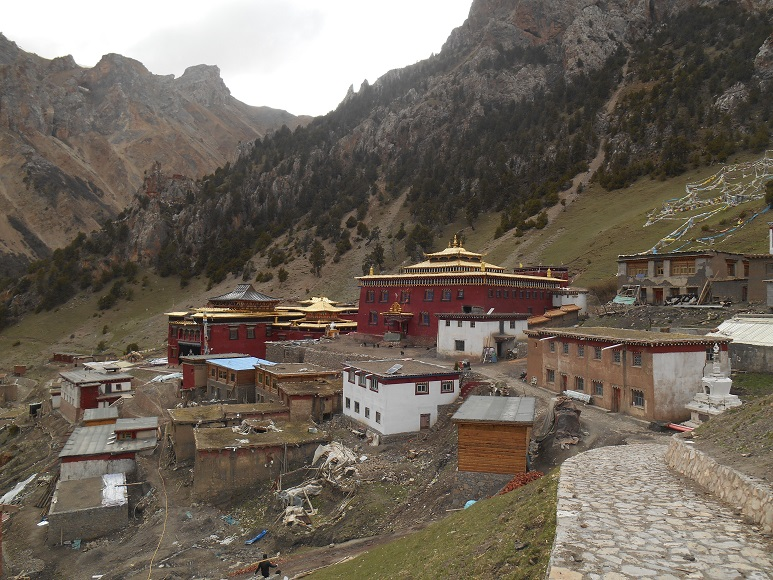
Tana-Kloster